# Attentato di Sveta Nedelja

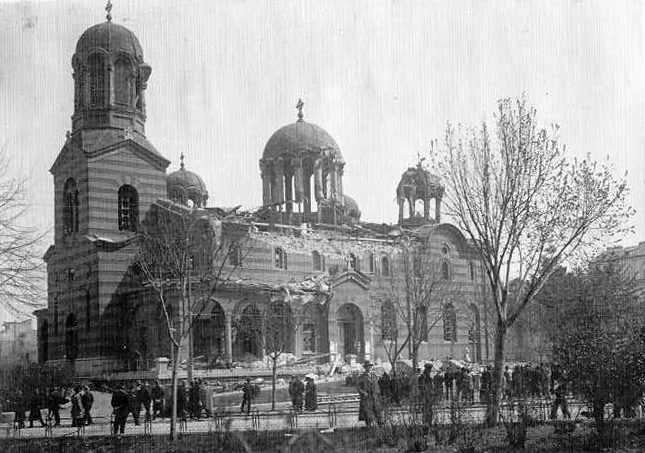
La cattedrale di Sveta Nedelja dopo l'attentato

L'attentato di Sveta Nedelja (in bulgaro: Атентат в църквата „Света Неделя“, Atentat v cărkvata "Sveta Nedelja") fu un attacco terroristico alla cattedrale di Sveta Nedelja in Bulgaria.
Fu attuato il 16 aprile 1925, quando un gruppo di uomini del Partito Comunista Bulgaro (PCB) fece esplodere il tetto della cattedrale di Sveta Nedelja nella capitale bulgara Sofia, in occasione del funerale del generale Konstantin Georgiev, che era stato ucciso in un precedente attentato di matrice comunista il 14 aprile. 163 persone, soprattutto facenti parte dell'élite politica e militare del paese furono uccise nell'attentato, e circa 240 rimasero ferite.

## Preparazione
Dopo il fallimento dell'insurrezione di settembre nel 1923 e la messa al bando del PCB da parte della Corte Suprema d'Appello il 2 aprile 1924, il partito comunista si ritrovò in una situazione difficile. Il governo arrestò molti attivisti e l'esistenza stessa dell'organizzazione era seriamente minacciata. Venne istituito un "gruppo speciale punitivo" come parte del Comitato centrale del PCB che includeva Jako Dorosiev, il capitano Ivan Minkov e Vălko Červenkov. L'organizzazione militare (OM) del PCB, guidata dal maggiore Kosta Jankov e da Ivan Minkov, organizzò piccoli isolati gruppi terroristici ("шесторки", "šestorki") che organizzarono atti individuali di terrorismo. Ciò tuttavia non impedì alla polizia di scoprire e distruggere le strutture illegali del PCB con relativa facilità.
In seguito, nel dicembre 1924, l'organizzazione reclutò Petăr Zadgorski, un sagrestano della cattedrale di Sveta Nedelja. Dimităr Hadžidimitrov e Dimităr Zlatarev, capi della sezione armamenti della OM, suggerirono di assassinare il Direttore della Polizia Vladimir Načev e di organizzare un attentato su larga scala durante i suoi funerali. In questo modo speravano di eliminare un gran numero di figure chiave nella gerarchia della polizia e alleggerire la pressione che le autorità esercitavano sul PCB. L'idea fu accolta da Stanke Dimitrov, segretario del Comitato centrale, che ne discusse con Georgi Dimitrov e Vasil Kolarov, segretario generale del Comintern, nel primo 1925. Tuttavia non approvarono la proposta, perché ritenevano che una tale azione doveva prima essere preceduta da una preparazione per un'insurrezione su larga scala che avrebbe seguito l'attacco.
Nel frattempo il governo continuò ad aumentare la pressione sul PCB. In seguito all'uccisione di Vălčo Ivanov, un influente funzionario, l'11 febbraio 1925, fu introdotto un mese dopo un emendamento alla "Legge in difesa dello stato" (Закона за защита на държавата, Zakona za zaštita na dăržavata) che aumentò il potere delle autorità. Jako Dorosiev, capo della sezione di attività terroristiche della OM, fu assassinato il 26 marzo. Questi eventi aumentarono la minaccia alla sopravvivenza fisica dei leader del PCB e inoltre irritarono la direzione della OM. Questi annunciarono che erano pronti a mettere in pratica il piano anche senza l'approvazione del Comintern. È stato ipotizzato che gli attentatori agirono con il sostegno dei servizi segreti dell'Unione Sovietica, ma non esistono documenti che attestino questa idea. Ad ogni modo si sa che erano in contatto diretto coi servizi sovietici, per cui furono in grado di agire ignorando le istruzioni di Vasil Kolarov da Mosca.

## Messa in opera
La direzione dell'OM assegnò il compito ad uno dei gruppi terroristici, guidato da Petăr Abadžiev, lo stesso che aveva reclutato il sagrestano, Petăr Zadgorski. Con il suo aiuto, Abadžiev e Asen Pavlov trasportarono un totale di 25 kg di esplosivi nella soffitta della cattedrale di Sveta Nedelja nel corso di un paio di settimane. L'esplosivo fu montato in un pacco sopra una delle colonne della cupola principale, situata vicino all'entrata meridionale dell'edificio. Il piano era di far detonare l'esplosivo con una corda di 15 metri, che avrebbe permesso agli attentatori di fuggire illesi.
A causa della sorveglianza rafforzata ai funerali di Vladimir Načev, la OM scelse un'altra vittima, i cui funerali potessero servire come esca per l'attentato. Alle 8 della sera del 14 aprile il generale Konstantin Georgiev, un deputato del partito "Accordo Democratico" al governo, fu assassinato da Atanas Todovičin davanti ad una chiesa di Sofia mentre vi si dirigeva per presenziare alla messa serale con sua nipote.
Il servizio funebre per il generale Georgiev fu fissato per il 16 aprile, giovedì santo. Per aumentare il numero di vittime, gli organizzatore mandarono falsi invinti a nome dell'Associazione degli Ufficiali in Ritiro. Alle 7 di mattina del 16 aprile, Zadgorski condusse Nikola Petrov al tetto, dove avrebbe fatto detonare la bomba al segnale di Zadgorski. La processione funebre entrò in chiesa alle 15 di pomeriggio. Il funerale fu officiato dal vescovo Stefan, futuro esarca bulgaro. La bara fu posta inizialmente a destra vicino alla colonna che doveva saltare in aria, ma poi fu spostata in avanti per via del gran numero di persone che arrivarono per assistere alla cerimonia.

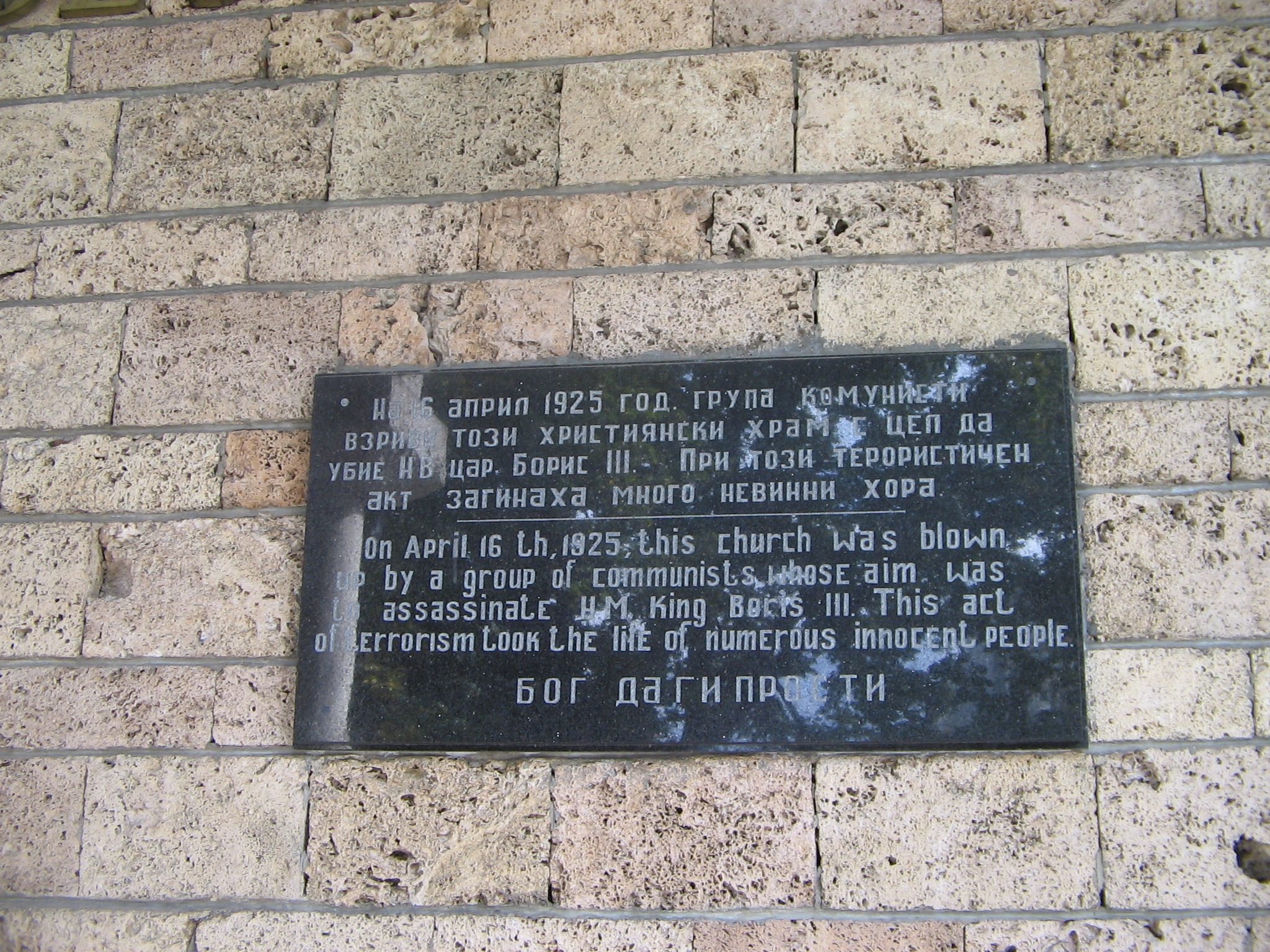
Una placca davanti alla chiesa in commemorazione delle vittime dell'attacco.

Secondo il piano terroristico, quando la gente si era radunata e il servizio funebre era cominciato, Zadgorski diede a Petrov il segnale di detonare, dopo il quale i due lasciarono l'edificio circa alle 15.20. L'esplosione distrusse la volta principale della chiesa ed una delle cupole minori, seppellendo molte persone all'interno. Lo scoppio all'interno causò ulteriori danni. La chiesa venne ricostruita negli anni 1927-1933 con un'unica grande cupola ed una struttura più massiccia, sul modello di Santa Sofia di Istanbul.

## Vittime
163 persone morirono nell'attentato ed altre 240 rimasero ferite. Per puro caso tutti i membri del governo scamparono al disastro. Il sovrano, lo zar Boris III, non si trovava nella chiesa, dato che stava assistendo ai funerali di coloro che avevano perso la vita nell'attentato contro di lui al passo di Arabakonak.
Tra le vittime ci furono il generale Kalin Najdenov, ministro della difesa durante la prima guerra mondiale; Stefan Nerezov, comandante dell'esercito bulgaro a Dojran; il generale Ivan Popov, il generale Grigor Kjurkčiev; l'allora sindaco di Sofia Paskal Paskalev, il governatore del paese Nedelčev, il capo della polizia Kisov, tre deputati, e 25 tra donne e bambini.

## Conseguenze
La sera dopo l'attentato venne dichiarata la legge marziale. L'attentato causò un'ondata di repressione violenta, organizzata dall'Unione Militare con l'approvazione tacita del governo. Durante le due settimane successive, furono uccise circa 450 persone senza processo, incluse figure importanti come il poeta Geo Milev ed il giornalista Josif Herbst (una fossa comune di queste vittime del 1925 fu scoperta nel 1950 durante la costruzione di una diga, ed il cadavere di Geo Milev fu identificato dal suo occhio di vetro - aveva perso un occhio durante la prima guerra mondiale). Molti altri comunisti furono condannati pesantemente per aver preso parte all'organizzazione terroristica.
I leader della OM Kosta Jankov e Ivan Minkov furono tra quelli assassinati. Pochi tra gli organizzatori dell'attentato riuscirono a scappare in Unione sovietica, attraverso la Jugoslavia, tra cui Dimităr Zlatarev, Petăr Abadžiev e Nikola Petrov. Abbandonato dal proprio partito, Petăr Zadgorski si arrese alla polizia e confessò.
Il processo si svolse in una corte militare a Sofia tra il 1 ed l'11 maggio 1925. Petăr Zadgorski, il luogotenente-colonnello Georgi Koev, che tentò di nascondere senza successo Ivan Minkov, e Marko Fridman, un capo di sezione della OM, furono condannati a morte. Stanke Dimitrov, Petăr Abadžiev, Dimităr Grănčarov, Nikolaj Petrini e Hristo Kosovski furono condannati a morte in contumacia, anche se gli ultimi tre erano già stati uccisi nelle precedenti settimane.
Marko Fridman, l'individuo di grado più alto tra gli arrestati, confessò che l'organizzazione dell'attentato fu finanziata e rifornita dall'Unione sovietica, ma accollò la responsabilità ultima dell'attentato a Kosta Jankov ed Ivan Minkov, che, secondo Fridman, agirono senza l'approvazione della direzione del PCB.

## Fonti
- Markov, Georgi. Покушения, насилие и политика в България 1878-1947 - Pokušenija, nasilie i politika v Bălgarija 1878-1947. Voenno izdatelstvo, Sofia, 2003. ISBN 954-509-239-4
- Pešev, Petăr. Исторически събития и деятели - Istoričeski săbitija i dejateli, 3rd edition. Izdatelstvo na BAN, 1993. ISBN 954-430-155-0
- Gardev, Borislav.  80 години от атентата в църквата Света Неделя - 80 godini ot atentata v cărkvata Sveta Nedelja (archiviato dall'url originale il 28 marzo 2006). Media Times Review, accesso 6 April 2006.